# Fohoren
Fohoren ist ein Suco im osttimoresischen Verwaltungsamts Fohorem in der Gemeinde Cova Lima.

## Ortsname
Zur Bedeutung des Namens Fohoren (Fohorem, Fohorém, Fuorém) aus dem Tetum gibt es unterschiedliche Angaben. Laut einer Quelle bedeutet Foho „Berg“ und Ren „Spitze“. Eine andere Quelle übersetzt Fohoreen mit „Tal“.
1936 wurde Fohoren von den Portugiesen in Nova Gouveia umbenannt. Doch der Name setzte sich nicht durch und einige Jahre nach dem Zweiten Weltkrieg kehrte man zum alten Namen zurück.

## Geographie

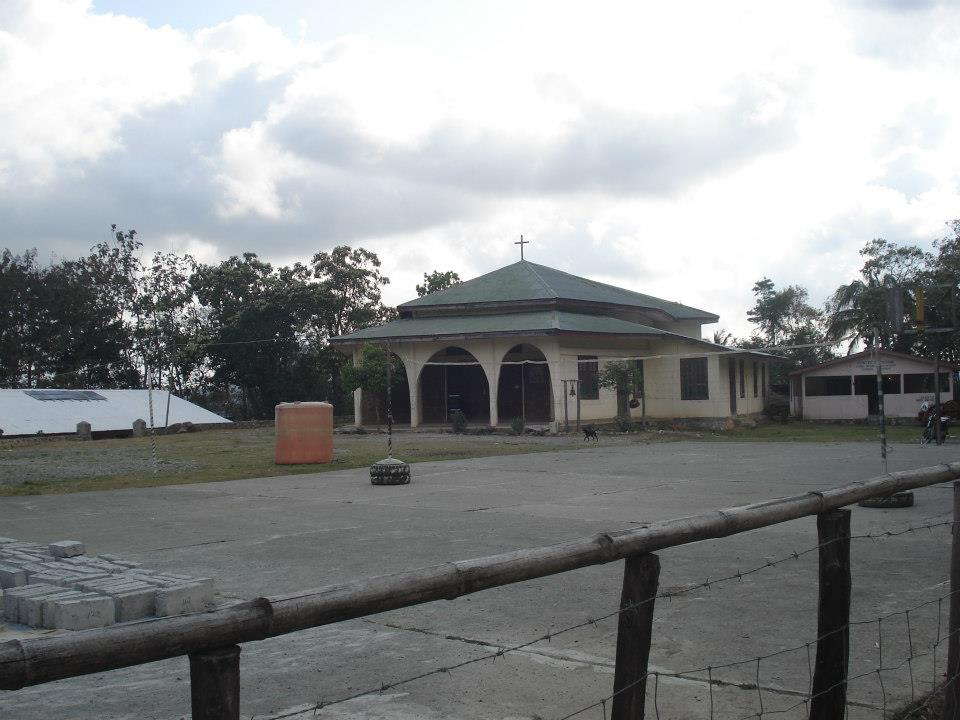
Die Kirche von Fohoren

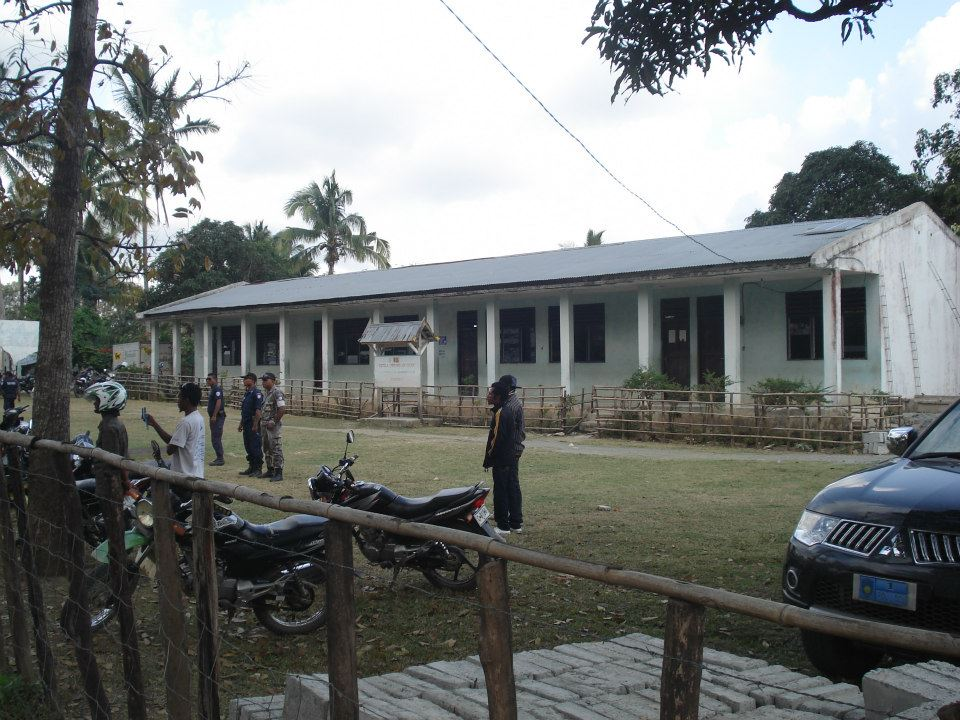
Katholische Grundschule von Fohoren

Vor der Gebietsreform 2015 hatte Fohoren eine Fläche von 39,93 km². Nun sind es 36,74 km². Der Suco liegt im Süden des Verwaltungsamts Fohorem. Im Westen grenzt er an den Suco Dato Rua, im Norden an Lactos und Dato Tolu. Südlich liegt das Verwaltungsamt Tilomar mit seinen Sucos Beiseuc und Lalawa, südöstlich das Verwaltungsamt Suai mit dem Suco Debos und nordöstlich das Verwaltungsamt Maucatar mit dem Suco Ogues. Einen Teil der Westgrenze entlang fließt der Fluss Bora. Er mündet in den Grenzfluss im Süden, den Maubui. Ebenso der Nanamauk, der aus Dato Tolu kommend durch das Zentrum Fohorens fließt. An der Südostecke des Sucos trifft der Maubui auf den Asaematen, dem östlichen Grenzfluss. Gemeinsam bilden sie den Fluss Tafara.
Der Ort Fohoren liegt in Luftlinie 94 km südwestlich von der Landeshauptstadt Dili und etwa 20 km nordwestlich der Gemeindehauptstadt Suai in einer Meereshöhe von 595 m. In direkter Nachbarschaft zu Fohoren liegen mehrere Ortschaften, die mit Fohoren eine mehr oder weniger geschlossene Siedlung bilden. Die sind: Fatuc Bitic Laran (Fatukbitiklaran), Nularan, Sadahur (Sadahor), Lo'o Hali (Loohali) und Fatuhesi (Fatubesi). Hier gibt es eine Grundschule (Escola Primaria Catolica Nossa Senhora do Rosario de Fátima), zwei vorbereitende Schulen für die Sekundärstufe, einen ausgebauten Hubschrauberlandeplatz und ein kommunales Gesundheitszentrum. Zwar führt eine Überlandstraße von Tilomar nach Fohoren, doch mussten für die Parlamentswahlen in Osttimor 2007 die Wahlurnen per Hubschrauber zum Wahllokal in der Grundschule gebracht und abgeholt werden.
Sonntags findet in Fohoren ein Wochenmarkt statt.
Im Westen liegen die meisten größeren Siedlungen. Die meisten bilden mit dem Ort Fohoren ein Siedlungszentrum. Etwas weiter südöstlich liegt das Dorf Fatuc Laran (Fato Claran). Im Zentrum des Sucos liegt am Westufer des Nanamauk der Ort Maubesi und im Osten des Sucos die Dörfer Loroquida (Lorokida) und Baukama.
Im Suco befinden sich die fünf Aldeias Fatuc Bitic Laran, Fatuc Laran, Lo'o Hali, Loroquida und Sadahur.

## Einwohner

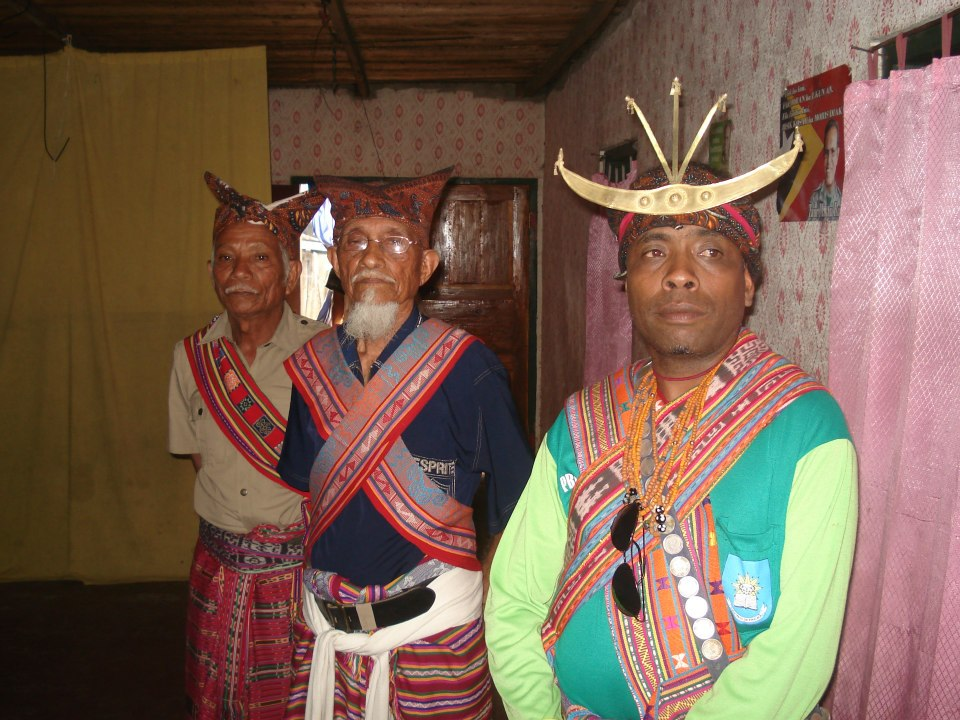
Lokale Würdenträger in traditioneller Festtagskleidung

Im Suco Fohoren leben 1.345 Einwohner (2022), davon sind 676 Männer und 669 Frauen. Im Suco gibt es 259 Haushalte. Etwa 85 % der Einwohner geben Tetum Terik als ihre Muttersprache an. Über 10 % sprechen Bunak und eine Minderheit Tetum Prasa.

## Geschichte

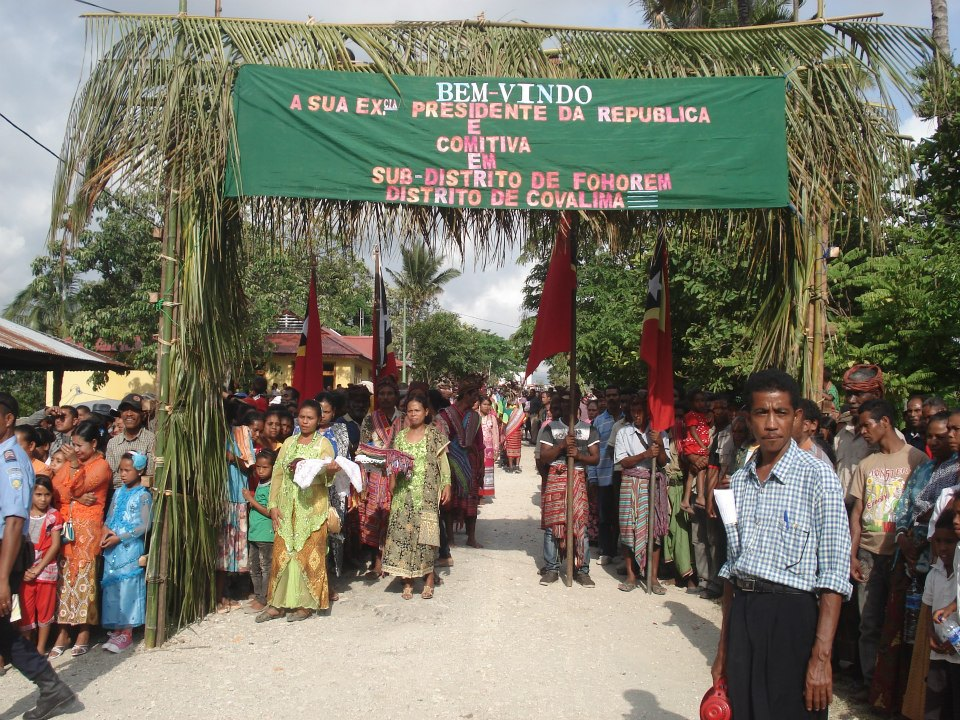
Besuch von Staatspräsident Taur Matan Ruak in Fohoren (1. Oktober 2012)

Fohorem war eines der traditionellen Reiche Timors, die von einem Liurai regiert wurden. Es erscheint auf einer Liste von Afonso de Castro, einem ehemaligen Gouverneur von Portugiesisch-Timor, der im Jahre 1868 47 Reiche aufführte.
Nach mündlichen Überlieferungen hatte Fohorem Nutetu durch Diplomatie, Heiratspolitik und Eroberungszüge gegen andere Reiche sich die Oberhoheit in der Region gesichert. In Dato Tolu findet sich ein altes Schwert, dass in einem Stein steckt. Es soll von den Ahnen stammen. Weitere fünf auffällige Steine finden sich dort in einem Betelnusshain. Sie sollen mit den fünf Königstöchtern im Zusammenhang stehen, die nach einer alten Legende Camenaça, Suai, Maucatar, Taroman und Fohorem unter der Oberhoheit ihres Vaters regierten. Hiervon soll sich der Name ableiten. „Koba“ (von dem sich „Kova“ ableitet) ist ein Korb für rituelle Zeremonien und „lima“, das Wort für „fünf“.
Gouverneur José Celestino da Silva führte im März 1895 eine Offensive gegen Fohorem und weitere benachbarte Reiche um sie endgültig für Portugal zu unterwerfen. Fohoren wurde das administrative Zentrum der Portugiesen in der Region. Sie schätzten die bergige Region, aufgrund des kühleren Klimas. Zudem boten der Ort auf seiner Anhöhe einen besseren Schutz vor Angreifern. Nach dem Zweiten Weltkrieg wurde Fohoren Teil des Kreises (conselho) Fronteira, dessen Hauptort Bobonaro war. 1961 wurde Cova Lima ein eigenständiger Kreis mit Suai als Hauptstadt.

## Politik
Bei den Wahlen von 2004/2005 wurde Alarico Agustinho zum Chefe de Suco gewählt. Bei den Wahlen 2009 gewann Agusto Cardoso und 2016 Fernando Ferreira.